# 今出川公冬
今出川公冬（いまでがわ きんふゆ、元徳元年（1329年） -  康暦2年（1380年））は、鎌倉時代後期から南北朝時代にかけての公卿。

## 官歴
- 建武元年（1334年）：従五位上、侍従
- 暦応2年（1339年）：正五位下
- 暦応4年（1342年）：従四位下
- 康永2年（1343年）：従四位上、左近衛少将
- 貞和2年（1346年）：正四位下、美作権介、左近衛中将
- 貞和3年（1347年）：従三位、蔵人頭、春宮権亮
- 貞和4年（1348年）：参議
- 貞和5年（1349年）：土佐権守
- 観応元年（1350年）：補大嘗会検校

## 系譜
- 実父：西園寺実顕
- 養父：今出川兼季